# Ornithoctona idonea
Ornithoctona idonea är en tvåvingeart som beskrevs av Falcoz 1929. Ornithoctona idonea ingår i släktet Ornithoctona och familjen lusflugor.
Artens utbredningsområde är Madagaskar. Inga underarter finns listade i Catalogue of Life.